# مستقتمة
نظير العقدة أو المستقتمة (والجمع مستقتمات) أو الجسم الأليف للكروم هي مجموعة صغيرة من خلايا أليف الكروم الموجودة في البطن. وتتصل المستقتمات بالكتلة العصبية للجذع الودي والكتلة العصبية لـ البطن والكلي والغدة الكظرية والشريان الأورطي والضفيرات الخثلية. وتتركز تلك المستقتمات بالقرب من الغدد الكظرية وتعمل بنفس الطريقة التي يعمل بها النخاع الكظري.
وفي بعض الأحيان تتصل بالكتلة العصبية للضفيرات الودية الأخرى.
ولم يُكتشف أن الكتلة العصبية الخثلية مرتبطة بفروع العصب ثلاثي التوائم.
يتضمن ورم المستقتمات اللاصبوغة بالكروم أجسام أبهرية والجسم السباتي.

## علم الأمراض
تعرف الأورام الموجودة في أنسجة المستقتمات باسم ورم المستقتمات ويمكن أن تحدث في عدة مواضع بالجسم. وهذه الأورام قد تكون نشطة هرمونيًا أو غير نشطة. وغالبًا ما يُشار إلى أورام المستقتمات الموجودة في الجمجمة والرقبة باسم الأورام الكبية (الطبلية الكبية والوداجية الكبية والمبهمية الكبية). وتُعرف أورام المستقتمات للغدد الكظرية باسم ورم القواتم. وتتميز أورام المستقتمات بأنها نشطة هرمونيًا داخل البطن لكن خارج الغدة الكظرية يُشار إليها غالبًا باسم ورم القواتم خارج الكظر.